# Helmuth Koinigg
Helmut Walter Koinigg (Vienna, 3 novembre 1948 – Watkins Glen, 6 ottobre 1974) è stato un pilota automobilistico austriaco, che corse anche in Formula 1.

## Carriera

### Gli inizi
Proveniente da una famiglia abbastanza agiata, Koinigg fece i suoi primi passi nel mondo dell'automobilismo con una Mini Cooper comprata da Niki Lauda. L'inizio della sua carriera fu comunque difficile, in quanto il pilota faticava a trovare i fondi necessari per correre. Riuscì comunque a debuttare alla guida di vetture sport prototipo e, nel 1969, venne notato da Helmut Marko che gli offrì un posto in Formula Vee nel team McNamara. Passato alla scuderia Bergmann nel 1971, concluse terzo al suo primo anno, per poi laurearsi campione nel 1974. Lo stesso anno prese anche parte alla 24 Ore di Le Mans, ma fu costretto al ritiro dopo otto ore di gara.

### Formula 1
Decise quindi di debuttare in Formula 1 e, trovati i soldi necessari, affittò una Brabham per correre il Gran Premio d'Austria, pur senza riuscire a qualificarsi. Divenne comunque pilota del team Surtees per le ultime due gare stagionali. Dopo un decimo posto in Canada, che aveva attirato le attenzioni di diverse scuderie, a Watkins Glen fu protagonista di un incidente per lui fatale: al decimo giro l'austriaco uscì di pista a causa di una foratura e si schiantò frontalmente contro le barriere, passando sotto il primo guard-rail, restando decapitato. La gara non fu interrotta. Un semplice telo venne steso sul rottame, con ancora il corpo del pilota legato e la testa, separata, nel casco.
Koinigg oggi riposa nel Cimitero di Hietzing.

## Risultati in Formula 1
| 1974 | Scuderia                   | Vettura                     |  |  |  |  |  |  |  |  |  |  |  |    |  |    |     | Punti | Pos. |
| ---- | -------------------------- | --------------------------- |  |  |  |  |  |  |  |  |  |  |  | -- |  | -- | --- | ----- | ---- |
| 1974 | Scuderia Finotto e Surtees | Brabham BT42 e Surtees TS16 |  |  |  |  |  |  |  |  |  |  |  | NQ |  | 10 | Rit | 0     |      |

| Legenda | 1º posto     | 2º posto | 3º posto    | A punti         | Senza punti/Non class.  | Grassetto – Pole position Corsivo – Giro più veloce |
| Legenda | Squalificato | Ritirato | Non partito | Non qualificato | Solo prove/Terzo pilota | Grassetto – Pole position Corsivo – Giro più veloce |